# 코에코에어
코에코에어(Khoekhoe)는 코에어족 언어의 하나로, 나미비아 · 보츠와나 · 남아프리카 공화국에 사는, 한때 유럽인들이 호텐토트라고 불렀던 사람들이 쓰는 언어이다.

## 발음
코에코에어에는 3개의 성조와 5개의 모음이 있고 자음에 20개의 흡착음이 있다.